# 刘承芳
刘承芳（19世纪—1855年），广西省人，清代太平天国将领。
刘承芳通文墨，参加金田起义。癸好三年（咸丰三年，1853年），太平天国克南京后，洪秀全封刘承芳为翼殿（翼王石达开）簿书，职同总制。八月，随翼王石达开到安徽安民，升为翼殿丞相，职同指挥。十月升位地官又副丞相，仍管理翼殿事务。之后，随石达开回到天京。石达开很看重刘承芳的才能，出入都和他一起。甲寅四年（咸丰四年，1854年）八月，东王杨秀清再派翼王石达开镇守安徽，刘承芳随从，至安庆，因为武昌、田家镇、黄梅相继被清军攻克，石达开带着刘承芳到九江、湖口督师。十二月，到达湖口，乙荣五年（咸丰五年，1855年）正月，大破湘军水师，刘承芳参赞幕中，有功。石达开率兵西上，刘承芳受诏，回京理事。清军调广东红单船入长江，太平天国水师船小不能对敌，长江水路不通。天王洪秀全、东王杨秀清急调重兵镇守皖南沿江各关隘，来保证天京的粮源，刘承芳受命守芜湖。六月，清朝红单船来攻，刘承芳守城力拒，寡不敌众战死，芜湖陷落。